# Prinzregent (Schiff)
| Prinzregent Cordoba        | Prinzregent Cordoba                                                                  | Prinzregent Cordoba                  |
|                            |                                                                                      |                                      |
| -------------------------- | ------------------------------------------------------------------------------------ | ------------------------------------ |
| Einsatzzweck:              | Linie Hamburg-Rund-um-Afrika                                                         |                                      |
| Eigner:                    | Deutsche Ost-Afrika Linie, Hamburg                                                   |                                      |
| Stapellauf:                | 10. Januar 1903                                                                      | 10. Januar 1903                      |
| Indienststellung:          | 6. April 1903                                                                        | 6. April 1903                        |
| Bauwerft:                  | Blohm & Voss, Hamburg, BauNr. 164                                                    | Blohm & Voss, Hamburg, BauNr. 164    |
| Schwesterschiffe (ähnlich) | - Feldmarschall (6142 BRT/Reiherstiegwerft 1903) - Bürgermeister (5945 BRT/FSG 1902) |                                      |
| Passagiere:                | 395                                                                                  | 395                                  |
| Besatzung:                 | ≈130 Mann                                                                            | ≈130 Mann                            |
| Baukosten:                 |                                                                                      |                                      |
| Technische Daten           |                                                                                      |                                      |
| Vermessung:                | 6.341 BRT                                                                            | 6.341 BRT                            |
| Tragfähigkeit:             | 6.138 tdw                                                                            | 6.138 tdw                            |
| Länge über alles:          | 126,49 m                                                                             | 126,49 m                             |
| Breite:                    | 15,24 m                                                                              | 15,24 m                              |
| Tiefgang:                  |                                                                                      |                                      |
| Maschinenanlage:           | 2 Dreifach-Expansions-Dampfmaschinen                                                 | 2 Dreifach-Expansions-Dampfmaschinen |
| Anzahl der Schrauben:      | 2                                                                                    | 2                                    |
| Leistung:                  | 4.000 PSi                                                                            | 4.000 PSi                            |
| Höchstgeschwindigkeit:     | 13,0 kn                                                                              | 13,0 kn                              |
| Verbleib                   |                                                                                      |                                      |
| 1932 abgewrackt            |                                                                                      |                                      |

Der Reichspostdampfer Prinzregent war eines von 20 Schiffen, die die Deutsche Ost-Afrika Linie (DOAL) zwischen 1890 und 1914 für den Dienst im Rahmen des im Mai 1890 mit dem Deutschen Reich geschlossenen Vertrages über die Einrichtung und den Betrieb einer regelmäßigen deutschen Postdampferverbindung mit Ostafrika bauen ließ.

## Geschichte
Die Prinzregent, 6341 BRT, von Blohm & Voss gebaut, war ein Fracht- und Passagierschiff. Das Schiff war fast identisch mit der Feldmarschall. Die Prinzregent lief am 10. Januar 1903 vom Stapel und ist am 6. April 1903 in Dienst gekommen. Das Schiff blieb, wie ihr Schwesterschiff Feldmarschall, bis zum Beginn des Ersten Weltkrieges Anfang August 1914 im „Rund um Afrika“-Dienst. Im August 1914 lief die Prinzregent Teneriffa an, wo sie für die Kriegszeit verblieb.
Am 9. Juni 1919 wurde sie an Frankreich ausgeliefert und ab September 1920 als Cordoba von der Société Générale de Transports Maritimes (SGTM) von Marseille nach Südamerika von Genua über Marseille und dann Almería, Las Palmas de Gran Canaria oder Dakar, Rio de Janeiro, Santos oder Montevideo nach Buenos Aires eingesetzt. 1932 wurde sie abgebrochen.